# Province de Madang
Pour les articles homonymes, voir Madang (homonymie).
La province de Madang est une province de la Papouasie-Nouvelle-Guinée, appartenant à la région Momase. La capitale de cette province est la ville de Madang.

## Géographie
La province de Madang s'étend sur 350 kilomètres le long de la Mer de Bismarck au nord est de l'île de Nouvelle-Guinée. Etendue sur plus de 22 800 km2, la province est traversée par quatre massifs montagneux (Monts Adelbert, Monts Finisterre, Monts Bismarck, Western Schroeder) offrant un relief rugueux.
La province est également traversée par de nombreuses rivières et fleuves dont la principale, le Ramu court sur plus de 250 kilomètres à l'intérieur de la province et se jette dans la Mer de Bismarck. D'autres cours d'eau de moindre importance peuvent être cités : Gogol, Kumil, Dibor, Gilagil, Tapo, Gum...

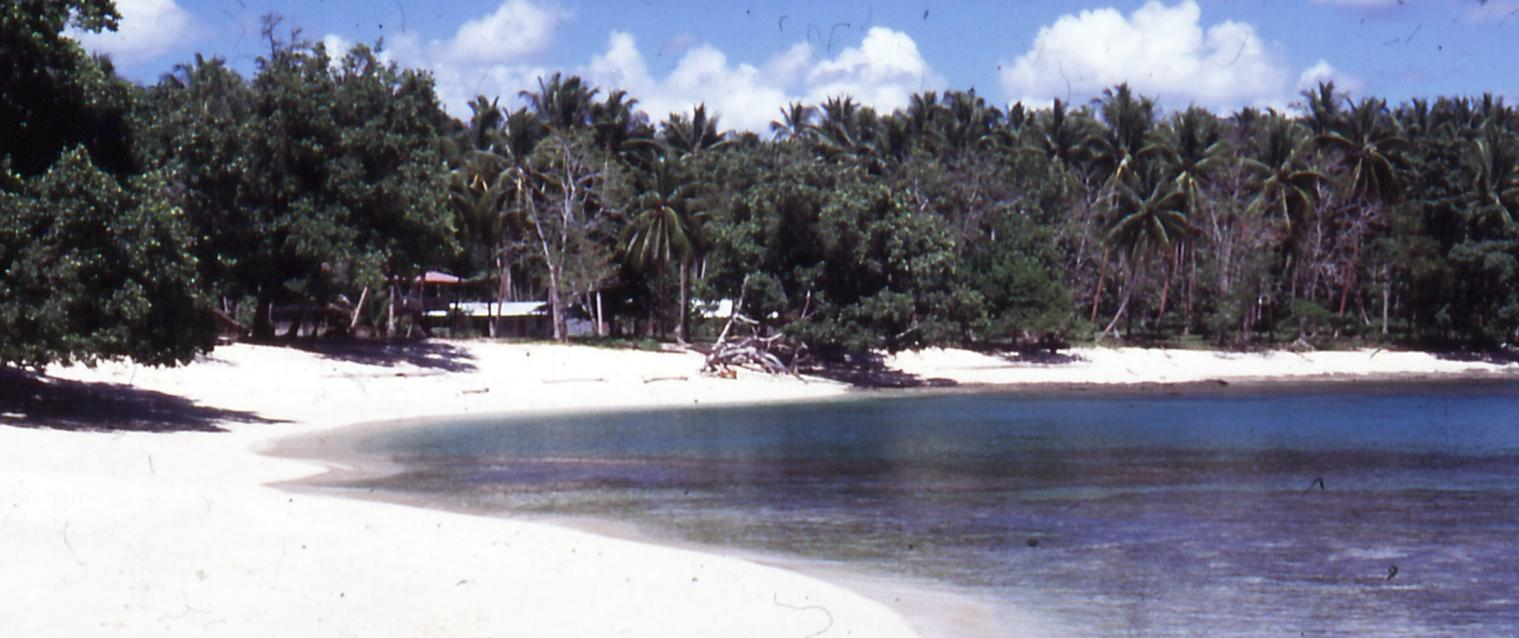
Plage sur la côte de Madang.

Localisation de la province (en rouge) dans le pays.

Au large de la zone côtière de la province, plusieurs îles, intègrent également la province. Certaines de ces îles sont issues de l'activité volcanique et font partie de la ceinture de feu du Pacifique. D'ouest en est, les îles les plus notables sont l'île volcanique de Manam, l'île volcanique de Karkar, l'île Bagabag, l'île de Crown Island et l'île de Long Island.

## Climat
Le climat de la province est un climat tropical humide sans saison sèche ni froide.

## Administration
La province est dirigée par une assemblée provinciale dont est issu le gouverneur de la province et reconnue par le conseil exécutif national de Papouasie-Nouvelle-Guinée.

### Subdivisions
La province est subdivisée en 6 districts :
| Nom                               | Capitale |
| --------------------------------- | -------- |
| District de Bogia                 | Bogia    |
| District de Madang                | Madang   |
| District de Middle Ramu           | Simbaï   |
| District de Sumkar                | Karkar   |
| District de Raikos (ou Rai Coast) | Saidor   |
| District de Usino Bundi           | Usino    |

## Aspects culturels

### Langues
Plus de 150 langues sont parlées dans la province. Beaucoup d'entre elles ne sont parlées que par des petits groupes de moins de 1 000 locuteurs. Les langages les plus répandus dans la province sont le Takia (environ 20 000 locuteurs), le Kalam (environ 15 000 locuteurs), le Mikarew (environ 8 500 locuteurs), le Rawa (environ 7 000 locuteurs), le Rao (environ 6 000 locuteurs), le Kobon (environ 6 000 locuteurs).

## Religion
Madang est le siège de l'archidiocèse catholique de Madang.

## Économie

### Tourisme
La province de Madang a reçu en 2011 près de 7 000 touristes, venus principalement pour les activités touristiques proposées.